# Jeffrey Mathebula
Jeffrey Mathebula est un boxeur sud-africain né le 22 juin 1979 à Malamulele.

## Carrière
Il est médaillé de bronze  dans la catégorie des poids coqs aux Championnats d'Afrique de boxe amateur 1998 à Alger.
Passé professionnel en 2001, il échoue une première fois en championnat du monde des super-coqs WBA & IBF face à Celestino Caballero en 2009 mais remporte ce titre IBF aux points par décision partagée face à son compatriote Takalani Ndlovu le 24 mars 2012. Il cède sa ceinture dès le combat suivant en s'inclinant aux points contre Nonito Donaire, champion WBO de la catégorie, le 7 juillet 2012.